# Осман, Салих Махмуд
Салих Махмуд Осман (родился в 1957 году в Дарфуре) — суданский юрист по правам человека.
Осман хорошо известен тем, что более двух десятилетий предоставлял бесплатную юридическую поддержку сотням жертв этнического насилия в Судане. Он из района Джебель-Мара в центральном Дарфуре, западный Судан. Получил широкое признание за свою работу по вопросам прав человека в Судане, получив премию Human Rights Watch в 2005 году Международную премию в области прав человека от Американской ассоциации юристов в 2006 году и был включен в список 50 самых влиятельных лиц Европы по версии European Voices в 2007 году. Также в 2007 году Европейский парламент единогласно проголосовал за присуждение ему Премии имени Сахарова за свободу мысли.
Его трижды задерживали за мужественную деятельность в защиту прав человека, но ни разу ему не предъявили обвинения.
В 2005 году он был назначен в Национальную ассамблею Судана, где занимается продвижением правовой реформы и установлением верховенства права в Судане.